# Francisco Romãozinho
Francisco Romãozinho, dit Chico, né le 28 mars 1943 à Castelo Branco et mort le 12 mars 2020, est un pilote de rallyes portugais ayant évolué comme pilote d'usine pour la marque Citroën.

## Biographie
Francisco Romãozinho est fils de médecin.
Sa carrière en compétition automobile s'étale de 1967 à 1983.
Sa dernière apparition durant son propre rallye national fut lors de l'épreuve de 1983, lors de son ultime saison.
Il est mort le 12 mars 2020 à l'âge de 76 ans.

## Principales victoires
- Vainqueur du Rallye du Portugal en 1969, sur Citroën DS 21 officielle (copilote João Canas Mendes, dit Jocames) ;
- Tour du Portugal en 1969 et 1972, sur Citroën ID 20 puis DS 21.

## Palmarès en WRC
- 3e du rallye du Portugal en 1973, sur Citroën DS 21 officielle (copilote José Bernardo) ;
- 8e du rallye du Portugal en 1974, sur Citroën GS 1220 (copilote José Bernardo) ;
- 8e du rallye du Portugal Vinho do Porto en 1975, sur Citroën GS 1220 (copilote José Bernardo).